# Characidium chupa
Characidium chupa är en fiskart som beskrevs av Schultz, 1944. Characidium chupa ingår i släktet Characidium och familjen Crenuchidae. Inga underarter finns listade i Catalogue of Life.